# Bağpınar
Bağpınar (alter Name Cinet) ist ein Dorf in der Provinz Şırnak.
Das Dorf war von assyrischen Christen bewohnt, ist jedoch seit 1987 unbewohnt, weil es durch den Konflikt zwischen der Republik Türkei und der PKK 1986 zwangsgeräumt wurde.

## Etymologie
Der Name Cinet stammt vom aramäischen Wort genta ab, was so viel wie Garten bedeutet. Genau genommen meint Cinet den Garten Eden, also das Paradies, das laut dem Alten Testament von Gott für die ersten Menschen Adam und Eva geschaffen wurde. Im Thesaurus Syriacus wird der Garten von Eden mit den aramäischen Wörtern gannat ‘den angegeben.
Im hebräischen und aramäischen Wörterbuch meint diese Bedeutung speziell einen wasserreichen Garten. 
Cinet = Gannat ‘den = Garten Eden

Es gibt keine allgemein verbindliche Schreibweise für Cinet. In alten Grundbüchern findet sich die Schreibweise Cinit, bei Otto Jastrow findet sich die Schreibweise Ĝinet. Paul Noorlander verwendete die Schreibweise Jinnet. Jastrow schreibt, dass der Ortsname Ginet aramäisch ist. Kurdische Sprecher hängen an die Namen einen weiteren Buchstaben, ein -e, wodurch der Ort von Kurden Ginete (Cinete) genannt wird. Im Zuge der Türkisierung geographischer Namen wurde der Name Cinet in den türkischen Namen Bağpınar geändert. Der Name widersprach der damaligen Benennungspraxis, die keine Ortsnamen mit religiösen Bezügen dulden wollte. Der Name ähnelte zu sehr dem auch etymologisch verwandten türkischen Wort Cennet, das Paradies bedeutet.
Der Prozess der Namensänderung ist über offizielle Dokumente rekonstruierbar. In Grundbüchern aus den 1930ern wird noch der alte Name Cinit verwendet. In aktuellen Auszügen der Einwohnermeldeämter ist ausschließlich die türkische Version Bağpınar in Verwendung. Aus diesen Einwohnerregistern ist auch die Konfession christlich (= Hristiyan) entnehmbar.
| Alter Name Cinit          | Neuer Name Bağpınar                               |
| ------------------------- | ------------------------------------------------- |
| Grundbuch aus den 1930ern | Auszug dem Einwohnerregister von Cinet (Bağpınar) |

Zwei Bilder von Cinet, die im Abstand von fast 50 Jahren gemacht wurden, zeigen das satte Grün der Dorflandschaft. 1986 war es noch bewohnt, heute ist es unbewohnt und alle Gebäude sind zerstört.
| 1976       | 2024             |
| ---------- | ---------------- |
| Cinet 1976 | Cinet 2024 April |

## Sprache: Suret – ein aramäischer Dialekt
Die Sprache der Dorfbewohner von Cinet ist ein neuaramäischer Dialekt, der in der Wissenschaft mit der Abkürzung NENA bezeichnet wird. Die assyrischen Einwohner selbst nennen ihren Dialekt Suret. Diese Sprache wird auch aramäisch, assyrisch oder klassisches Syrisch genannt. Es ist ein Dialekt, der sich aus dem alten Aramäisch entwickelt hat, welches zur Zeit des Assyrischen Reiches, sowie zur Zeit des Babylonischen und des Persischen Reiches die lingua franca der zivilisierten Welt war, also die damals am meisten verwendete Handelssprache.
Zu Cinet machte Jastrow Tonbandaufnahmen. Jastrow fand heraus, dass zwei Dialekte dem Dialekt von Hertevin recht ähnlich sind, und zwar die Dialekte der beiden westlichsten Dörfer Ginet und Dera. Er nahm an, dass es sich bei den Dialekten von Hertevin, Ginet und Dera um Relikte einer größeren Gruppe handelt. Auch Noorlander stellt fest, dass die christlich-aramäischen Dialekte der drei Dörfer Artun (Hertevin), Umṛa and Jinnet große Gemeinsamkeiten aufweisen. Die grammatikalische Besonderheit in dem in Jinet gesprochenen neuaramäischen Dialekt wird von Geoffrey Khan und Paul M. Noorlander hervorgehoben. Eine undifferenzierte phonologische verbale Personenmarkierung findet sich im Neo-Aramäischen.
Die Dialekte von Umṛa und Jinnet (Noorlander Feldnotizen) verwenden die L-Suffixe für alle grammatikalischen Funktionen in den Präteritumskonstruktionen auf der Grundlage von qṭil-. Zum Beispiel:
| Besondere Grammatik |

Die Sprache, die in Cinet gesprochen wurde, ist vielen anderen christlichen Dialekten aus Mesopotamien ähnlich.
| Aramäisch in Mesopotamien |

## Geschichte
Cinet war unter anderem wie die Dörfer Hertevin und Dera (Asgidere) eines der letzten assyrischen Dörfer im Gebiet Botan und wurde durch den Völkermord an den syrischen Christen (Sayfo) extrem geschädigt. Laut Augenzeugen haben nur sieben Personen den Sayfo in Cinet überlebt. Die ca. 2000 heute in der Diaspora lebenden Cinetnoje (aramäisch für Bewohner von Cinet) stammen somit alle von den sieben Überlebenden ab. Erst mit dem Beginn der achtziger Jahre begannen Flüchtlinge dieser christlichen Gruppe der Türkei nach Deutschland einzuwandern. Es handelt sich um Sprecher ostaramäischer Dialekte. Diese Christen kommen aus Dörfern aus der Provinz Şırnak. Das erste genannte Dorf von Jastrow ist Ginet (Bagpinar). Der Grund, warum die Christen dieses Dorf verlassen haben, war der Krieg zwischen der türkischen Armee und der kurdischen Guerilla. Die letzten Einwohner wurden im Jahr 1986 zum Verlassen des Dorfes gezwungen, da die türkische Regierung das Dorf vernichten wollte, um der PKK keine Rückzugsmöglichkeit zu geben. Bereits 1987 lebte niemand mehr im Dorf.
Im April 2024 wurde zum ersten Mal nach fast 40 Jahren das Dorffest zu Ehren des Heiligen Georgs, Mor Giwargis gefeiert. Mor Giwargis ist der Schutzpatron des Dorfes Cinet, so hieß auch die Kirche des Dorfes, die jedoch bereits vor langer Zeit zerstört wurde. Von diesem Pilgerfest wurden Videos erstellt und Artikel verfasst. Ebenso wurde im Oktober 2024 zum ersten Mal nach 40 Jahren das Fest zu Ehren von Deruna gefeiert. Zu diesem besonderen Anlass beehrte der türkische stellvertretende Vali von Şırnak, Hasan Hüseyin Alpaslan, die Dorfbewohner von Cinet mit seinem Besuch.